# هيباركوس
القمر الصناعي هيباركوس (بالإنجليزية: Hipparcos)‏ بعثة لوكالة الفضاء الأوروبية للقياسات الفلكية، القمر الصناعي هيباركوس قمر صناعي علمي وهو أول تجربة فضائية مكرسة للأجراء القياسات الفلكية الدقيقة وقياس دقيق لمواقع الأجرام السماوية، حدد القمر الصناعي هيباركوس مواقع أكثر من مائة ألف نجم مع دقة عالية، وأكثر من مليون نجم بدقة أقل.وتشمل القياسات تحديد الحركة خاصة للنجم وهي الحركة الحقيقية لأحد النجوم (أي أنها ليست مجرد حركة ظاهرية)و تزيح النجم وهو تغير ظاهري في موقع النجم بسبب اختلاف مكان الرؤية .أطلقت المهمة في أغسطس 1989 .تابع هيباركوس بنجاح الكرة السماوية لمدة ثلاث سنوات ونصف قبل أن توقف المهمة في مارس 1993. نتج عن المهمة مايعرف بكتالوج هيباركوس وتايكو دليل هيباركوس وتايكو، خطط للقمر الباقى في المدار لمدة سنتين ونصف لكنة تجاوز وبحد كبير جميع اهداف المهمة الأصلية.

## التسمية
نسبة للفلكي الإغريقي القديم هيبارخوس أبرخش فلكي يوناني اشتهر في القرن الثاني قبل الميلاد.وكلمة "Hipparcos" هي اختصار لعبارة High precision parallax collecting satellite (قمر صناعي عالي الدقة لرصد التزيح).

## مدخلات فهرس هيباركوس
تعتمد عمليات رصد قمر هيباركوس على قائمة نجوم مستهدفة محددة مسبقا . وقد رصدت النجوم أثناء دوران القمر، من خلال منطقة حساسة لمحلل صور المكشاف الصمامي. شكلت هذه القائمة النجمية المحددة مسبقا مدخلات فهرس هيباركوس: كل نجم في فهرس هيباركوس النهائي كان وارد في فهرس المعلومات.
```
تم تجميع فهرس المدخلات من قبل اتحاد فهرس المدخلات (Input Catalogue Consortium) خلال الفترة 1982-89 مهمتة معالجة وتعريف جميع جوانب برنامج رصد هيباركوس،
[
4
]
 ووضعت اللمسات الأخيرة قبل إطلاق القمر، ونشر الفهرس رقميا وبنسخة مطبوعة.
[
5
]
 على الرغم من أن نتائج القمر تم إستبدالها بالكامل، فهى تشمل الآن معلومات تكميلية عن مكونات النظم المتعددة، فضلا عن معلومات السرعات الشعاعية والأنماط الطيفية التي لم يرصدها قمر هيباركوس ولم تدرج في «فهرس هيباركوس» المنشور. يتكون برنامج الرصد النهائي من أكثر من 118000 نجم، معظمها داخل مجرة درب التبانة وبعضها داخل 
سحب ماجلان
 ونجم زائف واحد 
3C 273
 
[
4
]
 و 48 
كوكب صغير
 في 
النظام الشمسي
 وثلاثة أقمار من أقمار الكواكب الكبيرة (
يوروبا
، 
إيابيتوس
 
وتيتان
) .
[
4
]
```

## اقرأ أيضا
- بيتا بيكتوريس